# Римицаны
Римицаны (латыш. Rimicāni) — населённый пункт в Прейльском крае Латвии. Административный центр Рожкалнской волости. Находится на левом берегу реки Дубны. Расстояние до города Прейли составляет около 32 км.
По данным на 2018 год, в населённом пункте проживало 99 человек. Есть волостная администрация, детский сад, библиотека, магазин.

## История
В советское время населённый пункт был центром Рожкалнского сельсовета Прейльского района. В селе располагалась центральная усадьба колхоза «Дзинтарс».